# Vincent Kipsang Rono
Vincent Kipsang Rono (10 november 1990) is een Keniaanse atleet, gespecialiseerd in de lange afstand. Hij won in de marathon van Antwerpen in 2023.

## Titels
| Discipline | Titel             | Jaar |
| ---------- | ----------------- | ---- |
| 10.000 m   | Keniaans Kampioen | 2018 |

## Persoonlijke records

### Indoor
| Discipline | Datum            | Plaats | Tijd    |
| ---------- | ---------------- | ------ | ------- |
| 3000 m     | 13 februari 2011 | Gent   | 7:37.87 |

### Outdoor
| Discipline | Datum        | Plaats     | Tijd     |
| ---------- | ------------ | ---------- | -------- |
| 3000 m     | 13 juli 2010 | Luik       | 7:41.18  |
| 5000 m     | 8 juni 2014  | Marakesh   | 13:16.42 |
| 10.000 m   | 2 april 2011 | Pontevedra | 27:52.19 |

### Weg
| Discipline     | Datum             | Plaats           | Tijd    |
| -------------- | ----------------- | ---------------- | ------- |
| 10 km          | 24 september 2023 | Viana de Castelo | 28.52   |
| halve marathon | 2 september 2017  | Lille            | 59.27   |
| marathon       | 7 april 2019      | Rotterdam        | 2:07.10 |

## Palmares

### 5 000 m
- 2011:  Meeting International Mohammed VI d'Athletisme de Rabat - 13:22.86
- 2014:  Meeting International Mohammed VI d'Athletisme de Rabat - 13:16.42

### 10.000 m
- 2017:  Keniaans kampioenschap in Nairobi - 27:56.0x
- 2018:  Keniaans kampioenschap in Nairobi - 28:17.24

### Halve marathon
- 2017:  Halve marathon van Lille - 59.27
- 2018: 9e Halve marathon van Ras al-Khaimah - 1:00.24
- 2023: 7e Halve marathon van Lille - 1:02.18

### Marathon
- 2017: 4e Marathon van Daegu - 2:10.23
- 2018:  Marathon van Eindhoven - 2:07.50
- 2019: 5e Marathon Rotterdam - 2:07.10
- 2019:  Marathon van Ljubljana - 2:08.06
- 2022:  Bangabandhu Sheikh Mujib Dhaka Marathon - 2:09.29
- 2022:  Marathon van Tel Aviv - 2:12.55
- 2022:  Marathon van de Franse Rivièra - 2:10.40
- 2023:  Marathon van Antwerpen - 2:13.06

### Veldlopen
- 2017: 7e WK veldlopen in Kampala - 29.00 ( Landenklassement)